# ASW (bedrijf)
Automatic Screw Works, meestal afgekort tot ASW, was een metaalbewerkingsbedrijf dat oorspronkelijk in Nijmegen was gevestigd. Het was oorspronkelijk actief in de schroevenfabricatie, vervolgens werkzaam in de apparatenbouw.

## Geschiedenis
Het bedrijf werd opgericht in 1899 als NV Automatic Screw Works (ASW). Het vervaardigde spaaknippels als toeleverancier van de opkomende rijwielindustrie. In de volksmond heette het bedrijf dan ook "de Nippelkeet". Het productiepakket werd uitgebreid met schroeven en later werden ook gas- en waternippels vervaardigd. De kleine werkplaats werd in 1905 verruild voor een nieuw modern pand aan de Jan Berendsstraat. Vervolgens ging men over tot de productie van gas- en waterkranen. Hiervoor beschikte het bedrijf al over een eigen kopergieterij, maar de uitbreiding van het productieprogramma gaf aanleiding tot de stichting, in 1928, van een grote, zelfstandige metaalgieterij aan de Groenestraat.
Omstreeks 1916 kwam het bedrijf in de invloedssfeer van R.S. Stokvis terecht. Deze handelsmaatschappij verschafte kapitaal, waardoor complexere producten gefabriceerd konden worden. Daartoe werd het merk Fasto in het leven geroepen, onder welke naam, sinds 1932, geisers werden gefabriceerd en vervolgens verkocht door de firma Stokvis. De naam Fasto komt van F(rederik)A(ndré) Stokvis, die de verkoop van de geisers leidde. Het hele bedrijf werd hierop gereorganiseerd, tot fitting- en apparatenfabriek (naast geisers ook comforen en ovens). De bedrijfsnaam werd dan ook, in 1943, consequent veranderd in A.S.W. Apparatenfabriek (Automatic Screw Works)

### Groei en krimp

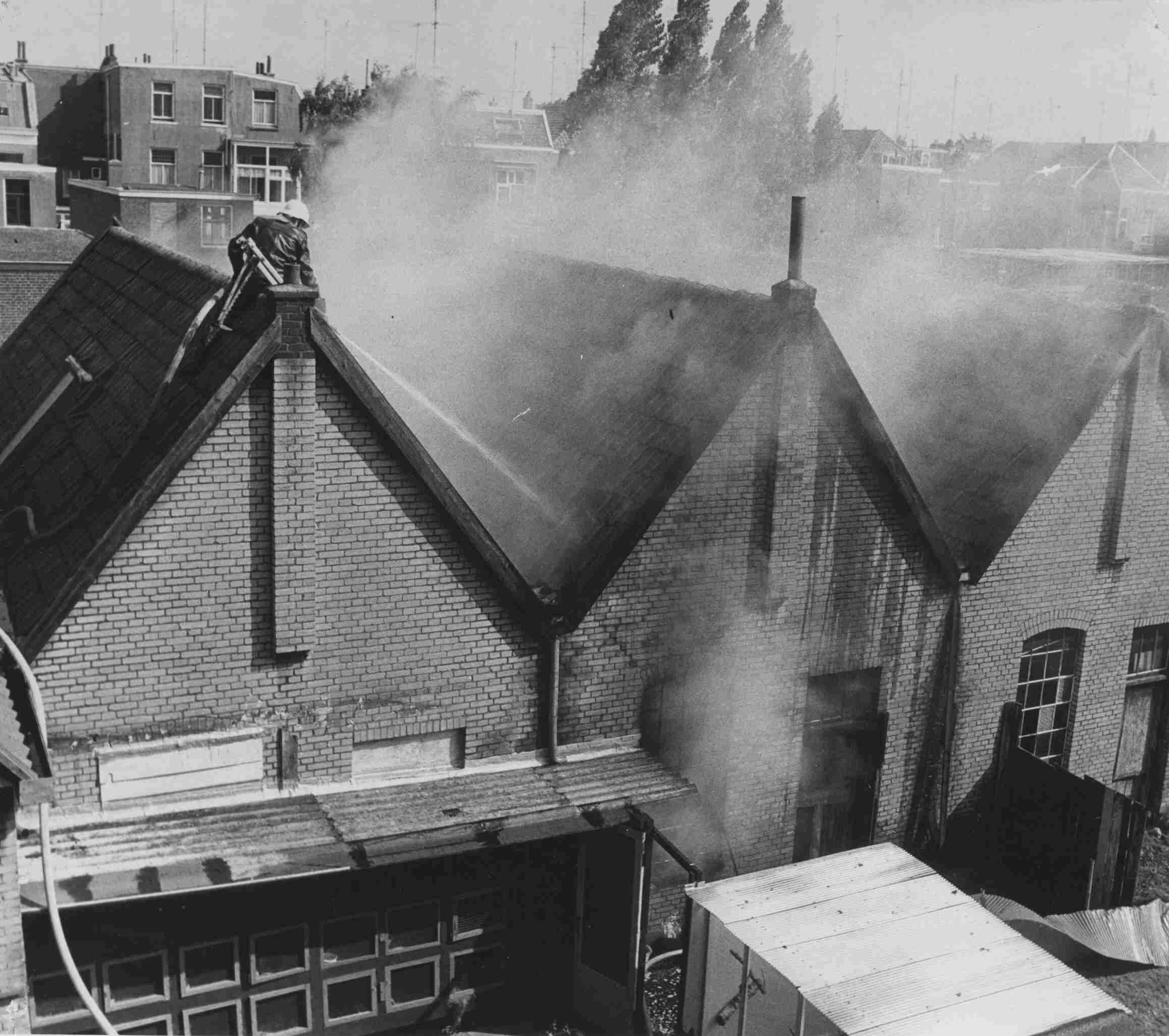
Brand in de ASW-fabrieken in 1972

Na de oorlog groeide ASW uit tot een grote toeleverancier voor de Nederlandse industrie. In 1946 werd naast de vestiging aan de Jan Berendsstraat ook een bestaand bedrijfscomplex aan de Muntweg overgenomen. Het bedrijf omvatte in de hoogtijjaren vier bedrijven, waarvan twee in Nijmegen, naast een vestiging in 1964 in Buinen, die in verband stond met de vondst van de gasbel in Slochteren. Daardoor moesten alle gasapparaten van nieuwe branders voorzien worden. ASW werd de leverancier voor de nieuwe branders van de vele honderdduizenden Fasto-geisers. Het gevolg hiervan was dat de overige activiteiten, met name de toelevering aan andere bedrijven, op een laag pitje kwamen te staan. Toen het bestaande geiserpark van nieuwe branders was voorzien, en de oude relaties waren verbroken, kwam ASW in de problemen.
Eind jaren zestig zette de neergang in: het bedrijf telde toen nog 761 werknemers toen de eerste ontslagen vielen, gevolgd door meerdere ontslagrondes de jaren daarop. In 1972 werden de activiteiten in Nijmegen in 1 vestiging geconcentreerd, een van de andere vier vestigingen werd eveneens gesloten. Onder andere de sanitaire producten (kranen) werden afgestoten, de verspanende afdelingen en het kantoor bleven in Nijmegen. De assemblage in Buinen werd eveneens gehandhaafd. In 1974 werkten er nog 650 mensen. Uiteindelijk deed men, in 1975, een beroep op staatssteun om de onderneming te redden. Het jaar daarop meldde de Duitse collega-producent Vaillant zich maar de overname/samenwerking was geen succes. In 1979 kwamen nieuwe aandeelhouders, verbonden waren met het bedrijf Nefit, dat in 1980 Fasto overnam. De naam van ASW werd veranderd in Fasto B.V.. De vestiging in Nijmegen werd  gesloten, terwijl die in Buinen werd uitgebreid. Hier speelde mee dat de grond in Nijmegen relatief veel op kon brengen als men er woningbouw op zou plegen, en voor de uitbreiding in Buinen kon subsidie van de Noordelijke Ontwikkelings Maatschappij worden
verkregen. Zakelijk gezien een goede deal van de nieuwe eigenaren, mede omdat er o.a. voor onderdelen van de circa 1,5 miljoen geisers, veelal in huur geplaatst, geen alternatieven waren. Fasto werd vervolgens weer zelfstandig.
In 1991 - er werkten toen 180 mensen in Buinen - werd een subsidie op hoogrendementsketels ingesteld en men ging daarop dergelijke ketels ontwikkelen en bouwen. Hiertoe ging men in 1992 samen met Nefit, aangezien in dit bedrijf veel kennis op het gebied van HR-ketels aanwezig was. Beide bedrijven werden geïntegreerd, de ontwikkel- en laboratoriumafdeling ging naar Nefit in Deventer. 